# علی‌بایرام‌لی (کلبجر)
علی‌بایرام‌لی (به لاتین: Əli Bayramlı) یک منطقه مسکونی در جمهوری آذربایجان است که در شهرستان کلبجر واقع شده است.